# Charles Linden
Charles Linden (* 4. Februar 1968 in Kidderminster, Worcestershire) ist ein britischer Lebensberater und Buchautor. Er befasst sich mit Angststörungen und vertreibt die von ihm entwickelte Linden-Methode.

## Leben
Charles Linden kam 1968 in Kidderminster in Worcestershire (GB) als Kind des Bauingenieurs Lindsay Linden und der Textildesignerin Jane Linden zur Welt. Bereits in den ersten sieben Lebensjahren entwickelte er eine Generalisierte Angststörung, Panikattacken, Agoraphobie und Zwangsstörungen. Nach der Schule absolvierte Charles Linden einen Kunst-Grundkurs und jobbte als Eisverkäufer.
Von 1987 bis 1992 arbeitete Charles Linden in Heidelberg, Karlsruhe und Baden-Baden für das amerikanische und kanadische Militär. Auch in dieser Zeit litt er an verschiedenen Angststörungen, was mit der Hospitalisierung endete. Nach anderer Quelle arbeitete er in Deutschland als Vertreter für Chrysler und General Motors.
Von 1992 bis 1997 studierte Charles Linden elektronische Medien an der Universitäten von Hull and Wolverhampton, was nur unter starker Medikation möglich war, und arbeitete schließlich als Kameramann und Regisseur für das Fernsehen. 1997 fand er nach zahlreichen, erfolglosen Behandlungen durch anerkannte Heilmethoden (Psychotherapie, Hypnosetherapie, Medikation, Meditation, Reiki und andere) nach eigenen Aussagen die Heilung durch eigenes, dreimonatiges Studium von früheren Angstpatienten und deren individuellen Methoden zur Heilung. Er verfasste auf dieser Basis einen Katalog von Maßnahmen, den er 1997 unter der Bezeichnung Linden-Methode zusammenfasste.
Seit 1997 ist Charles Linden Buchautor, Coach und Lebensberater und vertritt seine Heilmethoden – zusätzlich zu den Büchern und CDs – im Web, in Workshops, an Konferenzen und in Fernsehsendungen.
Charles Linden ist verheiratet mit Beth Linden und Vater zweier Kinder (* 2002 und * 2005). Beth Linden ist auch Geschäftspartnerin von Charles Linden.

## Linden-Methode
Charles Linden vertreibt die Linden-Methode seit 1997 in Form von Ordnern, Büchern, Audio-CDs sowie Apps.
Die Linden-Methode basiert auf Elementen der kognitiven Psychologie, der Verhaltenstherapie, der Hypnosetherapie, der Autosuggestion, der Atemtherapie, der Ernährungsphysiologie sowie auf allgemeinen Vorstellungen der Lebensgestaltung. Basis der Linden-Methode ist ein Katalog von neun Grundsätzen, die als Neun Säulen bezeichnet werden. Darin werden in autosuggestiver Art positive Sichtweisen und Handlungsweisen evoziert. Die Linden-Methode rät von kombinierten Behandlungsmethoden ab und wendet sich besonders dezidiert gegen die Kognitive Verhaltenstherapie sowie medikamentöse Therapien.
Das Basis-Lernset, bestehend aus einem Ordner und mehreren CDs, ist mit 139 EUR relativ teuer, doch wird es begleitet von einem kostenfreien Angebot zu telefonischer Unterstützung in englischer und deutscher Sprache (Stand 2013).
Von 1997 bis 2012 hat der Autor nach eigenen Angaben etwa 150'000 Basis-Lernsets verkauft. Da die Kosten dieser Lernsets im Falle von Kundenunzufriedenheit vollständig zurückerstattet werden und die Rückerstattungsquote bei nur 5 % liegt, schließt der Autor auf eine fast ausnahmslose Kundenzufriedenheit und damit einen fast vollständigen Heilungserfolg seiner Methode.
Zusätzlich zu den gedruckten und digitalen Medien bietet Charles Linden zwei- bis viertägige Workshops sowie Coaching. Die Arbeit an den Workshops besteht aus Körpertherapie-Sitzungen, Haltungs- und Atemtraining, Massagen, Einzelsitzungen sowie Gruppensitzungen.
Charles Linden betreibt je ein Zentrum in seiner Heimatstadt Kidderminster und in Heidelberg mit Teams von neun bzw. vier Personen (Stand 2013).

## Einbettung und Bewertung
Charles Linden ist zusammen mit den Psychologen Roddy Cowie und Francis Teeney der Queen’s University Belfast Gründungsmitglied des Emotions Research Consortium. Francis Teeney beurteilt die Linden-Methode als psychologisch fundiert. Er stellt die Linden-Methode in die Nähe der vom schottischen Arzt David Mickel entwickelten Mickel-Therapie.
Charles Linden ist Gegenstand von Fernsehsendungen (BBC) sowie Artikeln in Zeitungen und Magazinen. Im Allgemeinen wird die Linden-Methode in diesen Medienberichten eher positiv beurteilt. Britische Prominente wie die Schriftstellerin Plum Sykes, der Modeberater Gok Wan oder die Models Jodie und Jemma Kidd geben an, durch die Linden-Methode von verschiedenen Angststörungen geheilt worden zu sein.
Das Feld der Bewertungen in Blogs ist weit. Die Linden-Methode selber sowie die zahlreichen Websites von Charles Linden werden zum Teil als marktschreierisch oder wenig einladend beurteilt. Die deutschsprachigen Unterlagen werden als schlecht oder zumindest schlecht übersetzt beurteilt. Positive Eigenschaften, die genannt werden, sind Einfachheit, Pragmatik, Authentizität und Geradlinigkeit. Testimonials in Text- und Videoform rühmen den Erfolg der Methode, während andere Kritiker die Linden-Methode zum Teil aufs Schärfste verurteilen.

## Werke
- Charles Linden, Tanya Klein, Anna Dragmanli und Andreas Schuster (2006). Linden-Methode: Methode gegen Angststörungen und Panikattacken. LifeWise Publishing. ISBN 978-0954980320.
- Charles Linden (2007). Stress Free in 30 Days. Hay House UK Ltd. ISBN 978-1-78180-153-6.